# بورتو (فلم)
بورتو (بالإنجليزية: Porto) هو فيلم درامي أمريكي برتغالي فرنسي تم إنتاجه في سنة 2016 وهو من إخراج غابي كلينغر وتأليف لاري غروس وبطولة أنتون يلشين و لوسي لوكاس و فرانسواز ليبرون. قصة الفيلم تتكلم عن شخصين جاءا إلى مدينة بورتو في البرتغال ويقعان بالحب هناك، وثم يتعرف كل منهما على ماضي الآخر. تم انتقاد أداء الممثلين في الفيلم ولم يحصل إلا على 50% في تقييم موقع الطماطم الفاسدة، فيما حصل على تقييم 43% من العامة، حيث تم انتقاد اداء الممثلين فيه.

## البطولة
- أنتون يلشين بدور جيك
- لوسي لوكاس بدور ماتي
- فرانسواز ليبرون بدور الأم
- باولو كالاتري بدور جواو
- ليونور برونر بدور مادلين
- ليونور كوردس بدور ليونور
- ناغا بدور شيمتي

## روابط خارجية
- مقالات تستعمل روابط فنية بلا صلة مع ويكي بيانات